# KLF10
KLF10‏ (Kruppel like factor 10) هوَ بروتين يُشَفر بواسطة جين KLF10 في الإنسان.